# ウィリアム・ケムラー

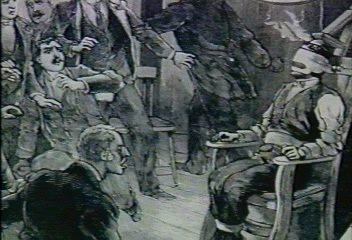
ケムラーの処刑を描いた絵

ウィリアム・ケムラー（William Kemmler, 1860年5月9日 バッファロー - 1890年8月6日）は、初めて電気椅子で死刑になった人物。

## 概略
ケムラーは1889年3月29日に内縁の妻ティリー・ジーグラー（Tillie Ziegler）を手斧で殺害し、1890年8月6日午前7時、ニューヨークのオーバーン刑務所  (Auburn Correctional Facility)  で刑に処せられた。ケムラーの弁護団は電気椅子は残酷で異常な刑罰だと抗議した。電力供給の標準として交流電流を推すジョージ・ウェスティングハウスはその抗議を支持した。しかし、その抗議は認められなかった。その原因の1つは、トーマス・エジソンが政府の立場を支持したからだった。（エジソンは直流電流を推していて、交流電流が危険だということを人々に納得させるために、電気椅子を取り巻く状況を宣伝に使いたかったのだと推測される。詳しくは電流戦争を参照）。
電気椅子の実務上の詳細を決めたのは、初代State Electrician（電気椅子処刑人をさす）エドウィン・デーヴィスだった。
1890年8月6日の処刑の朝、ケムラーは朝5時に起こされて、白いシャツにネクタイ、スーツを着せられた。朝食とお祈りの後、6時38分、頭髪を剃られ、処刑室に入った。刑務所長が選んだ17人の立会人もいた。ケムラーは椅子に固定されてから、こう言った。「皆さんの幸運を祈ります。私は良い場所を得るだろうと確信しています。準備は出来ています」
立会人たちは、ケムラーは落ち着いていて、叫びもせず、泣きもせず、いかなる抵抗もしなかったと語っている。ケムラーは電気椅子に座ったが、刑務所長チャールズ・ダーストン（Charles Durston）によって立ち上がるよう命令された。2つめの電気導線を通すためスーツに穴を開けるためだった。それが済んで、ケムラーは再び電気椅子に腰掛けた。立会人たちの話では、椅子に縛られ、顔を覆われ、頭に金属の拘束具を取り付けられる時、ケムラーは「のんびり、ちゃんとやってください。私は急いでいませんから」。それに対してダーストンは「さよなら、ウィリアム」と答え、スイッチを入れるよう命令したということである。
発電機は1,000ボルト充電されていた。それで速やかな失神と心停止を与えるに十分だろうと予想されたのである。その電気椅子は事前にテストを済ませていて、前日には馬を感電死させるのに成功していた。
ケムラーは17秒間、電流を流された。立会人たちによれば、肉の焦げる臭いがし、吐き気を催した見物人が数人、部屋から逃げ出したそうである。電流が切られ、ケムラーの死が宣言された。
しかし、立会人はケムラーがまだ呼吸していることに気がついた。主治医のエドワード・チャールズ・スピツカ博士（Edward Charles Spitzka）ならびにチャールズ・F・マクドナルド（Charles F. Macdonald）博士はケムラーの生存を確かめるため、前に進み出た。ケムラーは生きていた。スピツカ博士はこう叫んだ。「電流を戻して、早く。ぐずぐずしないで」
再び電流が流され、ケムラーは2,000ボルトの衝撃を受けた。皮膚下の血管が破裂し、出血し、ケムラーの体は燃えだした。
結局、処刑が完全に終わるまで8分を要した。ウェスティングハウスは後にこうコメントした。「彼らは斧を使うべきだった」。立会っていた記者の1人も「恐ろしい光景だ。絞首刑よりはるかに悪い」と言った。